# Graham Moffatt
Graham Moffatt (6 de diciembre de 1919 – 2 de julio de 1965) fue un actor de carácter y humorista británico.

## Biografía
Nacido en Londres, Inglaterra, es conocido sobre todo por haber actuado en varios filmes junto a Will Hay y Moore Marriott interpretando a 'Albert': un insolente, gordo, y grandullón escolar, en cierto modo reminiscencia del personaje de ficción Billy Bunter. 
Su primera película con Will Hay fue Where There's a Will (1936), y en la misma interpretaba a un recadero. En su siguiente título con Hay, Windbag the Sailor (1936), trabajaba junto con Moore Marriott, y su personaje ya era 'Albert', nombre que tuvo en todos sus filmes posteriores con Hay y Marriott: Oh, Mr Porter! (1937), Old Bones of the River (1938), Ask a Policeman (1939) y Where's That Fire? (1940). Todavía como Albert, actuó de nuevo con Moore Marriott en una serie de películas protagonizadas por Arthur Askey: Charley's (Big-Hearted) Aunt (1940), I Thank You (1941), y Back Room Boy (1942). Entre sus últimos títulos figuran los producidos por Michael Powell y Emeric Pressburger A Canterbury Tale y I Know Where I'm Going!. Después se retiró parcialmente del mundo del espectáculo para regentar pubs con su esposa, el Swan Inn en Braybrooke y el The Englishcoombe Inn en Bath.
En marzo de 1952 tuvo que ser hospitalizado en Kettering tras sufrir hipo dos semanas consecutivas. A pesar de todo lo anterior, hizo algunas actuaciones ocasionales hasta el momento de su fallecimiento a causa de un infarto agudo de miocardio en 1965 en Bath. Fue incinerado, y sus cenizas esparcidas en el mar.